# Harpyia occidentalis
Harpyia occidentalis är en fjärilsart som beskrevs av Charles E. Rungs 1972. Harpyia occidentalis ingår i släktet Harpyia och familjen tandspinnare. Inga underarter finns listade i Catalogue of Life.